# Ricky Skaggs
Pour les articles homonymes, voir Skaggs.
 (mai 2007).
Ricky Skaggs, né le 18 juillet 1954 à Cordell, dans l'État du Kentucky, est un musicien de country et de bluegrass américain.

## Biographie
À l'âge de 10 ans, le jeune Ricky avait déjà joué avec trois des plus importants représentants du Bluegrass : Flatt & Scruggs (dans une fameuse prestation télévisée), les Stanley Brothers et Bill Monroe. Monroe est légitimement considéré comme le "père du Bluegrass" et restera un mentor et un modèle pour Ricky jusqu'à sa mort en 1996.
Ricky Skaggs devient professionnel en 1971 en intégrant le groupe du patriarche Ralph Stanley. Il se forge rapidement une solide réputation et crée l'excitation grâce à ses aptitudes d'instrumentiste et sa créativité.
En 1975, il figure sur le premier album que J.D. Crowe & The New South enregistre pour le label Rounder Records, et qui est depuis devenu une référence dans la sphère bluegrass.
Il devient par la suite le "directeur musical" du groupe de Boone Creek et consolide encore un peu plus sa déjà grande expérience de la scène et du business.
Skaggs se tourne ensuite vers la musique country. Âgé de moins de trente ans, il intègre le Hot Band de Emmylou Harris avec qui il entretient une solide amitié. Peu de temps après, il estime être prêt et se lance dans l'aventure d'une carrière solo. Il signe un contrat qui -paradoxalement- lui interdit d'enregistrer de la musique Bluegrass. Il sort l'album Waitin' For The Sun To Shine en 1981 et atteint tout de suite les sommets des charts country. Il ne les quittera quasiment plus durant les années 1980. A mesure que sa popularité grandit, il collectionne les prix, notamment 8 Awards de la Country Music Association (CMA), dont celui de "Artiste de l'année" en 1985, 4 Grammy Awards et des douzaines d'autres titres honorifiques.
Cet accomplissement le place au centre du mouvement néo-traditionaliste qui tente d'apporter un regain de vitalité et une nouvelle façon d'aborder un genre sous-dévalué par l'imagerie commerciale du "cowboy urbain". Le grand guitariste et producteur Chet Atkins dira de lui qu'il « est en train de sauver la musique country à lui tout seul ».
En 1997, alors que son dernier contrat arrive à terme, Ricky décide de monter son propre label, Skaggs Family Records, en même temps qu'il décide de revenir une bonne fois pour toutes à ses premières amours, la musique Bluegrass. Son premier album pour le label, intitulé Bluegrass Rules! explose littéralement les records de vente du genre, vaut à Skaggs son sixième Grammy Award et le prix de "l'album de l'année" de la International Bluegrass Music Association.
Il forme son propre groupe, Kentucky Thunder, composé d'instrumentistes prodiges rencontrés çà et là sur les routes ou dans les studios d'enregistrements. Après quelques ajustements, la formation semble s'être stabilisée autour de : Andy Leftwich (violon), Cody Kilby (guitare), Darrin Vincent (guitare, chant - frère de la populaire chanteuse Bluegrass Rhonda Vincent), Paul Webster (guitare, chant), Mark Fain (contrebasse) et l'époustouflant Jim Mills (banjo). Ricky Skaggs joue indifféremment de la guitare, du violon, et de son instrument fétiche : la mandoline.
En 1999 sort Ancient Tones, le deuxième album de Skaggs sur son label. Pour la deuxième fois de suite, Ricky devient lauréat d'un Grammy Award, catégorie "Meilleur Album Bluegrass". Un an plus tard, il remporte son 8e Grammy Award dans la catégorie "Meilleur Album de Southern, Country ou Bluegrass Gospel" grâce à Soldier of the Cross, un projet orienté autour du Gospel Bluegrass.
En marge de la propre carrière de Ricky, le label Skaggs Family Records s'ouvre à des noms prestigieux de la musique Bluegrass, ainsi qu'à toute une nouvelle génération d'artistes : The Del McCoury Band, Jerry and Tammy Sullivan, Blue Highway, The Whites (dont la chanteuse Sharon White n'est autre que la propre femme de Ricky depuis 1982), Mountain Heart, Melonie Cannon, Ryan Holladay, Keith Sewell, Cherryholmes et Cadillac Sky.
En l'an 2000, le 4e album Bluegrass de Skaggs arrive dans les bacs, sous le titre Big Mon : the Songs of Bill Monroe. Depuis des années, Skaggs n'a de cesse de rendre hommage à celui qui fut son influence majeure ; il avait même réussi à adapter le standard Uncle Pen en country et à en faire un énorme succès. Dans ce nouvel album, il rassemble un casting trois étoiles qui va des Dixie Chicks à Travis Tritt, en passant par Joan Osborne et Bruce Hornsby. De nouveau, l'album fut salué par une nomination aux Grammy Awards, dans la catégorie "Meilleure Collaboration Country".
Le 5e album Bluegrass consécutif de Ricky Skaggs & Kentucky Thunder paru en 2001, sous le titre History of The Future. L'album est un mélange de vieilles perles du patrimoine Bluegrass et de nouvelles chansons écrites par de nouveaux venus. Sans surprise, la critique encensa l'album et l'industrie du disque gratifia Skaggs d'une nouvelle nomination aux Grammy Awards, catégorie "Meilleur Album Bluegrass", ainsi qu'une nomination à l'album de l'année pour la IBMA.
Le premier album "live" de Ricky Skaggs avec Kentucky Thunder fut enregistré au Charleston Music Hall. Il fait une fois de plus la démonstration des talents d'instrumentistes du groupe, qui joue parfois à des vitesses hallucinantes et avec une facilité déconcertante. L'album valut au groupe un Award du "Groupe Instrumental de l'année" de la IBMA. Une distinction que Skaggs & Kentucky Thunder ont remporté 8 fois durant la dernière décennie.
« Ces mecs me laissent pantois tous les soirs », dit Ricky. « Chacun des musiciens de Kentucky Thunder me sidère à chaque concert, et ça compte plus pour moi que n'importe quel trophée ». La chanson Simple Life tirée du Live At the Charleston Music Hall fut récompensée du prix de la "Meilleure Performance Country par un Duo ou un Groupe" aux Grammy Awards.
On le voit collaborer régulièrement avec les plus grands noms de la scène Bluegrass : Alison Krauss, Rhonda Vincent, Tony Rice, Earl Scruggs, les Cherryholmes, ainsi que la crème des musiciens Folk comme le groupe irlandais les Chieftains, il apparait d'ailleurs sur leur album Another Country pour la chanson traditionnelle Cotton Eyed Joe en 1992. La même année, il joue sur un autre album des Chieftains, Down the Old Plank Road: The Nashville Sessions pour la pièce Cindy avec le groupe Kentucky Thunder. Puis il réapparait en 2003 sur leur album subséquent Further Down the Old Plank Road sur la chanson Talk About Suffering / Man of the House. En juillet 2003 sort The Three Pickers, la trace visuelle et musicale (CD et DVD) de la rencontre historique des 3 figures désormais légendaires de la musique traditionnelle US que sont Doc Watson, Earl Scruggs et Ricky Skaggs. Inspiré par les "3 Ténors" de la musique classique, les "Three Pickers" proposent une belle collection de chansons qui couvrent un large panel des musiques Folk, Bluegrass, Old Time...
En 2005, Ricky remporta son 10e Grammy pour Brand New Strings, élu par la communauté et l'industrie du disque comme le "Meilleur Album Bluegrass" de l'année. L'album contient 4 morceaux originaux écrits par Ricky, ainsi qu'une collection de titres écrits par des amis comme Harley Allen, Guy Clark, et Shawn Camp.
En 2006, nouvelle récompense aux Grammy pour sa contribution à Songs from the Neighborhood : the Music of Mister Rogers, mais cette fois-ci, dans la catégorie "Meilleur Album Musical pour Enfants".
Dans la foulée, l'album Instrumentals sort cette même année 2006 et propose, comme son nom l'indique, une collection de titres entièrement originaux et entièrement instrumentaux, où le groupe brille une nouvelle fois par son talent et sa "musicalité". Acclamé par les fans et par les critiques, Instrumentals s'installe dès sa sortie à la première place du classement des ventes d'albums Bluegrass, et rapporte le 12e Grammy Award de la carrière de Ricky Skaggs, catégorie "Meilleur Album Bluegrass".
Au-delà de tous ces enregistrements à succès, Ricky continue de mener la charge en apportant un regain de vitalité à la forme artistique la plus terre-à-terre de la musique country. D'une série de dates avec les Dixie Chicks en 2000, jusqu'à son rôle de présentateur de la All-Star Bluegrass Celebration diffusée nationalement aux États-Unis en 2002, en passant par sa participation à la tournée de 41 dates Down from The Mountain (la musique du film O'Brother des frères Coen interprétée en live), Ricky est devenu l'un des représentants les plus talentueux et les plus dynamiques de la scène Bluegrass.
Un album en duo avec Bruce Hornsby sort en mars 2007, pour rendre hommage à la musique traditionnelle des montagnes. Kentucky Thunder assure évidemment le backing musical de l'album, proposant une combinaison inédite des instruments traditionnels avec le piano de Hornsby (le piano n'étant pas un instrument "habituel" du genre).
Ricky Skaggs a souvent dit qu'il tentait juste « de vivre de la musique qu'il aime ». Mais il est clair que sa passion pour le Bluegrass l'a doucement amené à devenir l'ambassadeur mondial de ce genre musical, dont il a même involontairement créé la devise : « Country rocks, but Bluegrass rules ! » (La Country, ça balance, mais c'est le Bluegrass qui assure !)

## Discographie
- Second Generation Bluegrass (avec Keith Whitley) (1971)
- That's It (1975)
- Sweet Temptation (1979)
- Skaggs & Rice (avec Tony Rice) (1980)
- Waitin' For The Sun To Shine (1981)
- Highway & Heartaches (1982)
- Family & Friends (1982)
- Don't Cheat In Our Hometown (1983)
- Country Boy (1984)
- Favorite Country Songs (1985)
- Live In London (1985)
- Love's Gonna Get Ya! (1986)
- Comin' Home To Stay (1988)
- Kentucky Thunder (1989)
- My Father's Son (1991)
- Ricky Skaggs Portrait (1992)
- Super Hits (1993)
- Solid Ground (1995)
- Life Is A Journey (1997)

Avec Kentucky Thunder :
- Bluegrass Rules (1997)
- Ancient Tones (1999)
- Soldier of The Cross (1999)
- History of the Future (2001)
- Weapon of Prayer (2001)
- Live at the Charleston Music Hall (2003)
- The Three Pickers (avec Doc Watson and Earl Scruggs) 2003
- Brand New Strings (2004)
- Hunting Dog Blues (avec Ole Smucker) (2005)
- Ricky Skaggs & Bruce Hornsby (2007)

Avec The Chieftains 
- Another country - Ricky sur Cotton Eyed Joe 1992
- The Wide World Over - Sur Cotton Eyed Joe (2002) - Compilation
- Down the Old Plank Road: The Nashville Sessions - Sur Cyndi (2002)
- Further Down the Old Plank Road - Sur Talk About Suffering / Man of the House (2003)
- The Essential Chieftains - Sur Cotton Eyed Joe - (2006) - Compilation

## DVD
- The Three Pickers (avec Doc Watson, Earl Scruggs)(2003)
- Soldier Of The Cross (2003)